# Яиджи
Яиджи (тур. Yaycı) — село в турецком иле Ыгдыр.

## География
Деревня Яиджи расположена в 5 км верстах к западу от города Ыгдыр.

## Население
Население села в 1886 году составляло 823 человек, все — татары (азербайджанцы). Население в 2019 году — 823 человек.